# Akram Tawfik
Akram Tawfik Mohamed Hassan Elhagrasi (ar. أكرم توفيق; ur. 8 listopada 1997 w Kafr Sakr) – egipski piłkarz grający na pozycji prawego obrońcy. Od 2016 jest zawodnikiem klubu Al-Ahly Kair.

## Kariera klubowa
Swoją piłkarską karierę Tawfik rozpoczął w klubie ENPPI Club. W sezonie 2015/2016 zadebiutował w nim w pierwszej lidze egipskiej. W 2016 roku odszedł do Al-Ahly Kair. Wraz z Al-Ahly wywalczył trzy mistrzostwa Egiptu w sezonach 2016/2017, 2017/2018 i 2018/2019 oraz wicemistrzostwo w sezonie 2020/2021. Zdobył też Puchar Egiptu w sezonie 2016/2017 i wygrał Ligę Mistrzów w sezonie 2020/2021 oraz dwa Superpuchary Afryki za sezony 2020/2021 i 2021/2022.
W styczniu 2019 Tawfik został wypożyczony z Al-Ahly do El Gouna FC, w którym zadebiutował 7 lutego 2019 w przegranym 2:3 domowym meczu z El-Entag El-Harby. W El Gouna występował przez półtora roku.
| Sezon   | Klub         | Kraj  | Rozgrywki                   | Mecze | Gole |
| ------- | ------------ | ----- | --------------------------- | ----- | ---- |
| 2015/16 | ENPPI Club   | Egipt | Ad-Dauri al-Misri al-Mumtaz | 18    | 0    |
| 2016/17 | Al-Ahly Kair | Egipt | Ad-Dauri al-Misri al-Mumtaz | 5     | 0    |
| 2017/18 | Al-Ahly Kair | Egipt | Ad-Dauri al-Misri al-Mumtaz | 4     | 0    |
| 2018/19 | Al-Ahly Kair | Egipt | Ad-Dauri al-Misri al-Mumtaz | 3     | 0    |
| 2018/19 | El Gouna FC  | Egipt | Ad-Dauri al-Misri al-Mumtaz | 10    | 1    |
| 2019/20 | El Gouna FC  | Egipt | Ad-Dauri al-Misri al-Mumtaz | 30    | 2    |
| 2020/21 | Al-Ahly Kair | Egipt | Ad-Dauri al-Misri al-Mumtaz | 21    | 1    |

## Kariera reprezentacyjna
W 2020 roku Tawfik był w kadrze Egiptu na Igrzyska Olimpijskie w Tokio. W reprezentacji Egiptu zadebiutował 8 października 2021 w wygranym 1:0 meczu eliminacji do MŚ 2022 z Libią, rozegranym w Aleksandrii. W 2022 roku został powołany do kadry na Puchar Narodów Afryki 2021. Na tym turnieju rozegrał jeden mecz, grupowy z Nigerią (0:1). Z Egiptem wywalczył wicemistrzostwo Afryki.